# Ghiacciaio Marck
Il ghiacciaio Marck (in inglese Marck Glacier) è un ghiacciaio situato sull'isola Thurston, al largo della costa di Eights, nella Terra di Ellsworth, in Antartide. Il ghiacciaio, il cui punto più alto si trova a circa 370 m s.l.m., fluisce verso nord-est fino a entrare nella parte sud-occidentale dell'insenatura di Cadwalader, nella parte settentrionale dell'isola.

## Storia
Il ghiacciaio Marck è stato così battezzato dal Comitato consultivo dei nomi antartici in onore di George H. Marck, uno dei meccanici del Gruppo Orientale dell'Operazione Highjump, grazie a cui fu possibile scattare fotografie aeree di questo ghiacciaio e delle aree costiere adiacenti nel periodo 1946-47.